# U-95
L'U-95 era un U-Boot modello VII della Marina da guerra tedesca durante la seconda guerra mondiale, affondò otto navi per un complessivo di 28.415 tonnellate prima di essere affondato dal sommergibile nederlandese O 21 della Koninklijke Marine nel Mar Mediterraneo nel 1941.

## Storia operativa
Fu costruito nel cantiere navale Friedrich Krupp Germaniawerft AG di Kiel. Entrò in servizio il 31 agosto 1941, e partì per la sua prima crociera il 20 novembre 1940.

### Prima crociera
L'U-95 venne assegnato alla zona operativa dell'Atlantico del Nord, così salpò da Kiel il 20 novembre 1940 per dirigersi verso Lorient, dove giunse il 6 dicembre 1940. Nel tragitto affondò il mercantile inglese Irene Marie da 1.860 t, danneggiò il piroscafo norvegese Ringham da 1.298 t e la nave cisterna inglese Conch da 8.376 t.

### Seconda crociera
Il 16 dicembre 1940 l'U-95  salpò da Lorient per dirigersi a nord-ovest dell'Irlanda. Il 26 dicembre danneggio il mercantile britannico Waiotira da 12.823 t e rientrò a Lorient il 14 gennaio 1941.

### Terza crociera
Il 16 febbraio l'U-95 tornò in azione alla volta dell'Atlantico del Nord, ove affondò il piroscafo norvegese Svein Jarl da 1.908 t, il piroscafo inglese Cape Nelson da 3.807 t, il cargo inglese Temple Moat da 4.427 t, il mercantile britannico Pacific da 6.034 t, e il neutrale mercantile svedese Murjek da 5.070 t che viaggiava con le luci accese. L'U-Boot fece rotta su Saint-Nazaire dove arrivò il 19 marzo 1941.

### Quarta crociera
Il 12 aprile il sommergibile salpò di nuovo per l'Atlantico del nord, dove il 2 maggio affondò il battello norvegese Taranger da 4.873 t. Tornò a Saint-Nazaire il 13 maggio.

### Quinta crociera
L'U-95 partì il 30 giugno verso l'Atlantico centrale dove il 20 luglio riuscì a danneggiare il cargo britannico Palma da 5.419 t, l'U-95 rientrò a Saint-Nazaire il 31 luglio.

### Sesta crociera
Il sommergibile lasciò Saint-Nazaire il 21 agosto per dirigersi verso l'Irlanda, ove l'equipaggio affondò la panamense Trinidad da 434 t dopo aver verificato salendoci abbordo che la nave si stava dirigendo verso l'Irlanda. Dopo essere scampato ad un bombardamento britannico l'U-95 si diresse verso Lorient dove arrivò il 20 settembre.

### Settima crociera e l'affondamento
La settima e ultima crociera dell'U-97 iniziò il 19 novembre con direzione Mediterraneo. Dopo esser riuscito a oltrepassare indisturbato lo stretto di Gibilterra nella notte del 24 settembre, l'U-Boot incrociò il 27 settembre un sommergibile non identificato che navigava in emersione.
Il capitano Gerd Schreiber, con ancora il ricordo dell'affondamento del Murjek e per evitare di affondare un sommergibile amico, decise di avvicinarsi ed emergere trasmettendo all'ignoto sommergibile dei codici luminosi tramite il telegrafo luminoso. Il sommergibile sconosciuto non era altri che il nederlandese O 21 della Koninklijke Marine, che accortosi dei segnali luminosi incompatibili con quelli alleati lanciò immediatamente due siluri verso l'U-Boot, il primo lo sfiorò mentre il secondo andò a segno prima che l'U-95 riuscisse a sparare con il proprio cannone da 88 mm. L'U-95 sprofondò portando con sé 35 dei 47 marinai dell'equipaggio, i 12 superstiti vennero salvati dall'O 21 che li trasportò a Gibilterra.

## Vittime
L'U-95 affondò otto navi per un totale di 28.415  tonnellate di naviglio affondato.
| Data             | Nome        | Nazionalità | Tonnellaggio | Esito       |
| ---------------- | ----------- | ----------- | ------------ | ----------- |
| 27 novembre 1940 | Irene Marie | Regno Unito | 1.860 t      | Affondata   |
| 28 novembre 1940 | Ringham     | Norvegia    | 1.298 t      | Danneggiata |
| 2 dicembre 1940  | Conch       | Regno Unito | 8.376 t      | Danneggiata |
| 26 dicembre 1940 | Waiotira    | Regno unito | 12.823 t     | Danneggiata |
| 24 febbraio 1941 | Svein Jarl  | Norvegia    | 1.908 t      | Affondata   |
| 24 febbraio 1941 | Cape Nelson | Regno Unito | 3.807 t      | Affondata   |
| 24 febbraio 1941 | Temple Moat | Regno Unito | 4.427 t      | Affondata   |
| 2 marzo 1941     | Pacific     | Regno Unito | 6.034 t      | Affondata   |
| 5 marzo 1941     | Murjek      | Svezia      | 5.070 t      | Affondata   |
| 3 maggio 1941    | Taranger    | Norvegia    | 4.873 t      | Affondata   |
| 20 luglio 1941   | Palma       | Regno Unito | 5.419 t      | Danneggiata |
| 6 settembre 1941 | Trinidad    | Panama      | 434 t        | Affondata   |